# Елеонора Еліс Хібберт
Елеонора Еліс Гібберт (до шлюбу Берфорд, англ. Eleanor Alice Hibbert, 1 вересня 1906 — 18 січня 1993) — англійська авторка історичних романів. Авторка понад 200 книг, проданих тиражем понад 100 мільйонів примірників і перекладених 20 мовами світу. У 1989 році отримала від американських письменників-романтиків нагороду «Золотий скарб» на знак визнання її внеску в жанр романтики.
Мала кілька псевдонімів, кожен з яких відповідає певному жанру, в якому писала: Жан Плейді створила вигадану історію європейських королівських осіб, Вікторія Голт ‒ готичні романи, а Філіппа Карр ‒ сімейну сагу для кількох поколінь. Вона також писала легкі романи, кримінальні новели, загадки про вбивства та трилери під псевдонімами Елеонора Берфорд, Елбур Форд, Кетлін Келлоу, Анна Персіваль та Еллаліс Тейт.

## Життєпис
Елеонора Еліс Берфорд народилася 1 вересня 1906 року на Берк-стріт, 20, Кеннінг-Таун, що нині є частиною Лондона.
Через погане здоров'я отримувала освіту вдома. Любов до читання успадкувала від батька. У 16 років Елеонора пішла в бізнес-коледж, де вивчала стенографію, машинопис і мови. Потім працювала у ювеліра в Гаттон-Гарден, де зважувала дорогоцінне каміння та друкувала. Також працювала перекладачкою в кафе для французькомовних та німецькомовних туристів.
У 20 років одружилася з Джорджем Персівалем Гіббертом, торговцем оптовою шкірою, який поділяв її любов до книг і читання. Під час Другої світової війни Гібберти жили в котеджі в Корнуоллі, який виходив на затоку під назвою Плейді-Біч.
Елеонора Гібберт померла 18 січня 1993 року на круїзному судні Sea Princess десь між Афінами і Порт-Саїдом і була похована в морі.

## Діяльність
Оскільки Елеонора Гібберт писала під різними псевдонімами, її творчість можна ділити саме за ними.

### Елеонора Берфорд
Під цим псевдонімом вона писала любовні романи («Daughter of Anna» (1941), «Passionate Witness» (1941), «So the Dreams Depart» (1944) та ін.) та новели для Mills & Boon.

### Джин Плейді
Багато книг Джин Плейді були опубліковані під різними назвами в США. Її трилогії також пізніше були перевидані у вигляді окремих книг, часто під іншими назвами, ніж ті, що зазначені.
Під цим псевдонімом написані поодинокі романи («Together They Ride» (1945), «Beyond the Blue Mountains» (1948) та ін.), саги («Katharine, the Virgin Widow» (1961), «The Shadow of the Pomegranate» (1962) та ін.), кілька трилогій, дитячі новели («Meg Roper, daughter of Sir Thomas More» (1961), «The Young Elizabeth» (1961), «The Young Mary Queen of Scots» (1962)), а також історичні твори («A Triptych of Poisoners» (1958), «Mary Queen of Scots: The Fair Devil of Scotland» (1975)).

### Вікторія Голт
Під цим псевдонімом було написано багато готичних романів: «Kirkland Revels» (1962), «Bride of Pendorric» (1963), «The Legend of the Seventh Virgin» (1965), «Menfreya in the Morning» (1966), «The King of the Castle» (1967) та інші.
Також кілька творів було написано під псевдонімами Елбур Форд, Кетлін Келлов, Еллаліс Тейт та Анна Персіваль.

## Переклади українською
- Вікторія Голт. Диявол на коні = Devil on Horseback / пер. з англ. Наталії Мочалової. — КСД, 2024. — ISBN 978-617-15-0790-6.
- Вікторія Голт. Поцілунок Юди = Judas Kiss / пер. з англ. Володимира Горбатька. — КСД, 2024. — ISBN 978-617-15-0791-3.
- Вікторія Голт. Менфрея вранці = Menfreya in the Morning / пер. з англ. Антоніни Івахненко. — КСД, 2024. — ISBN 978-617-15-0707-4.
- Вікторія Голт. Лендоверська спадщина = The Landower Legacy / пер. з англ. Олександри Фурси. — КСД, 2024. — ISBN 978-617-15-0706-7.
- Вікторія Голт. Маска Чарівниці = Mask of the Enchantress / пер. з англ. Олени Соломарської. — КСД, 2024. — ISBN 978-617-12-9632-9.
- Вікторія Голт. Наречена Пендорріка = Bride of Pendorric. — КСД, 2024. — ISBN 978-617-12-9631-2.